# Качаев, Юрий Григорьевич
Ю́рий Григо́рьевич Кача́ев (23 сентября 1937 — 5 ноября 1985) — русский советский детский писатель.

## Биография
Юрий Григорьевич Качаев родился в 1937 году в селе Бражное Канского района Красноярского края. Окончил институт иностранных языков. Работал учителем. Публиковался в газете «Пионерская Правда» и журналах «Пионер» и «Юный натуралист». Первая книжка в «Белом-белом феврале» составлена из рассказов, опубликованных в журнале «Юный натуралист». Много ездил по стране, материалы этих поездок вошли в книги, среди которых наиболее известными стали «Таёжка», «Путь к Лукоморью», «Рубиновый маяк», «Мальчик с реки Кумужьей», сборники рассказов «В белом-белом феврале», «На Агуле», «В открытом море», исторические повести для детей: «Синее железо» (1969, о южно-сибирских племенах I в. до нашей эры, о динлинах, Ли Лине, гуннах и китайцах), «…И гневается океан» (1977, о русских первооткрывателях Аляски, командоре Николае Резанове и его встрече с Кончитой), «За лесными шеломами» (1978, о Всеволоде Большое Гнездо), «Не плачьте о нас» (1979 г. О тимуровцах — подпольщиках Пятигорска). Всего издано более 20 книг.
Урна с прахом захоронена в колумбарии Ваганьковского кладбища.

## Произведения
- В белом-белом феврале. М., 1963, 1974
- На Агуле. М., 1964
- В открытом море. М., 1966
- Поезда замедляют ход. М., 1966
- Путь к Лукоморью. М., 1966
- Птичье молоко. М., 1968
- Голос моря. М.,1967, 1969
- Рубиновый маяк. М., 1969
- Синее железо. М., 1969
- И гневается океан. М., 1970;  Магадан, 1977.
- Фимка-охотник. М., 1970
- Таёжка. М., 1965, 1968, 1972
- За лесными шеломами. М., 1978
- Над головой Полярная звезда. М., 1978
- Не плачьте о нас. М., 1979
- На плоту - к Енисею. М., 1981

- Таёжка. Путь к Лукоморью. М., 1982
- За тридевять земель. М., 1982
- Повести и рассказы. М., 1987, 1989